# セイヴ・ザ・デイ
「セイヴ・ザ・デイ」 (Save the Day)は、マライア・キャリーの楽曲。コンピレーション・アルバム『レアリティーズ』に収録されており、シングルとしてアルバムに先駆けて発表された。
ゲスト・ヴォーカルとしてローリン・ヒルが参加しており、ヒルがメンバーの一人として参加していたフージーズが1996年に発表した楽曲「やさしく歌って」をサンプリングしている。
2020年全米オープン女子シングルス決勝のテレビ中継においてアーサー・アッシュ・スタジアムの前での歌唱映像が公開された。